# نزهت نفیسی
نزهت‌الزمان نفیسی (زادهٔ ۱۲۹۸ خورشیدی - درگذشتهٔ ۱۳۸۱) یک سیاستمدار اهل ایران بود. وی فرزند لقمان نفیسی بود. پس از طی دوران دبستان و متوسطه به اروپا رفت و سپس با احمد نفیسی شهردار تهران، ازدواج کرد. او مدتی در کنگرهٔ آزاد زنان و مردان که در سال ۱۳۴۱ در تهران برگزار شد عضویت داشت. او در دوره بیست و یکم مجلس شورای ملی از بافت به نمایندگی انتخاب شد. وی یکی از شش زنی بود که پس از انقلاب سفید به مجلس شورای ملی راه یافت. وی همچنین نخستین زنی بود که عضو هیئت رئیسهٔ آن مجلس شد.